# هاليد الفضة

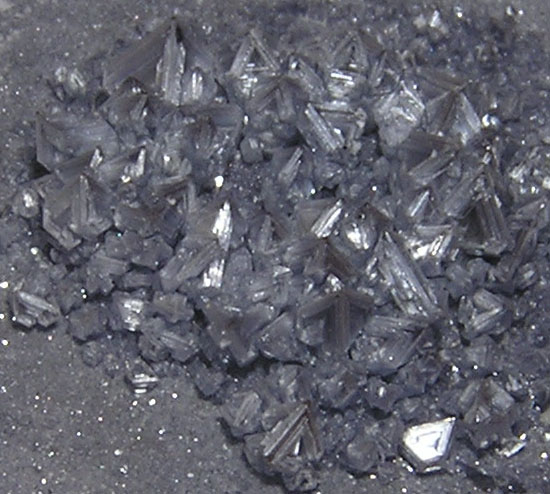

هاليد الفضة وهو اسم عام يطلق على المركبات الناتجة من ارتباط الفضة مع أحد الهالوجينات. هاليدات الفضة هي كلوريد الفضة (AgCl) وبروميد الفضة (AgBr) ويوديد الفضة (AgI)، بالإضافة فلوريد الفضة. يرمز غالباً لهاليدات الفضة بالرمز AgX.

## الخواص
يكون للفضة في مركبات هاليدات الفضة غالباً رقم الأكسدة +1، إلا أن رقم الأكسدة +2 يمكن أن يلاحظ أحياناً، كما في مركب فلوريد الفضة الثنائية، والذي يعد الهاليد الوحيد الثابت من هاليدات الفضة الثنائية. لأغلب هاليدات الفضة انحلالية ضعيفة في الماء،
تتميز هاليدات الفضة بحساسيتها للضوء، لذلك تستعمل في مجال الأفلام الفوتوغرافية.

## التحضير
تحضر مركبات هاليدات الفضة على العموم من تفاعل نترات الفضة مع أملاح الهاليدات المختلفة فتترسب هاليدات الفضة من المحلول.

## الاستعمالات
تستعمل بشكل أساسي في مجال التصوير
من خلال طرق معقدة يمكن الحصول على بلورات في مختلف الأحجام والأشكال حسب حساسية الفيلم المراد الحصول عليه، حيث أن حساسية الفيلم تعلق بحجم البلورات المكونة لحبيبات الفيلم.
يتم إضافة جزيئات عضوية spectral sensitizers كطبقة إضافية على الحبيبات لتعزيز حساسية الحبيبات للضوء وبالأخص الألوان الأساسية الأحمر والأخضر والأزرق. فتقوم هذه الطبقة بامتصاص طاقة الضوء الأزرق أو الأحمر أو الأخضر وتحولها إلى بلورات هاليدات الفضة على شكل إلكترونات.